# Garantievermogen
Het garantievermogen van een onderneming is het eigen vermogen (aandelenkapitaal plus reserves) en achtergesteld vreemd vermogen (achtergestelde leningen en (bij banken) achtergestelde deposito's).
Het garantievermogen dient tot zekerheid dat de gewone schuldeisers bij een faillissement betaald krijgen. Hierdoor wordt een onderneming meestal pas failliet verklaard als er te weinig geld is om alle schuldeisers te betalen.